# Liste des ordres, décorations et médailles de l'Israël
Les Décorations Militaires Israéliennes sont les décorations décernées aux soldats de Tsahal qui présentent une bravoure et un courage exceptionnel.
Ces décorations sont la Médaille de la bravoure (la plus haute décoration dans l'armée israélienne), la Médaille du courage, et la Médaille du mérite.
Trois soldats partagent le titre de soldat le plus décoré de l'armée israélienne : le Major Nechemya Cohen (1943-1967), le Général Ehud Barak (anciennement Chef d'état-major (Ramatkal), Ministre de la Défense d'Israël et Premier ministre, né en 1942), et le Major Amitai Hason. Tous ont cinq décorations: une Médaille du mérite et quatre en tant que Chef d'état-major.

## Décorations
|  | Médaille de la bravoure la plus haute décoration |
|  | Médaille du courage                              |
|  | Médaille du mérite                               |

## Distinction (Tsahal)
|  | Chef d'état-major                       |
|  | Chef de commandement régional militaire |
|  | Général de division                     |
|  | Général de brigade                      |

## Rubans de campagne
Rubans de campagne attribué pour le service pendant la guerre. La distinction est portée sur le ruban de campagne.
|  | Guerre de l'Indépendance |
|  | Guerre du Sinaï          |
|  | Guerre des Six Jours     |
|  | Guerre d'usure           |
|  | Guerre du Kippour        |
|  | Guerre du Liban          |
|  | Deuxième guerre du Liban |
|  | Guerre de Gaza de 2014   |

## Rubans de service
Rubans de services attribués pour la lutte de la création d'Israël.
|  | Hashomer                                  |
|  | Nili                                      |
|  | Légion juive                              |
|  | Haganah                                   |
|  | Irgoun                                    |
|  | Lehi                                      |
|  | Mishmar-Hayarden                          |
|  | Médaille des Combattants contre les nazis |